# Maupiti (comune)
Maupiti è un comune francese (capoluogo Maupiti) del dipartimento d'oltremare delle Isole Sottovento, appartenente alla collettività d'oltremare della Polinesia francese.
Si estende sull'omonima isola, nonché sugli atolli di Manuae, Maupihaa e Motu One, per una superficie complessiva di 22,6 km². La popolazione, secondo il censimento del 2002, ammonta a 1.221 persone.
Attuale sindaco di Maupiti è Paul Ropiteau.